# Massanes (Catalogne)
Pour les articles homonymes, voir Massanes.
Massanes est une municipalité de la province espagnole de Gérone, dans le nord du comté catalan de la Selva.